# Saltos ornamentais no Campeonato Europeu de Esportes Aquáticos de 2012 - Trampolim 3 m individual masculino
A prova do trampolim 3 m individual masculino dos saltos ornamentais no Campeonato Europeu de Esportes Aquáticos de 2012 foi realizada no dia 17 de maio em Eindhoven nos Países Baixos. 

## Calendário
| Fase       | Data       | Hora  |
| ---------- | ---------- | ----- |
| Preliminar | 17 de maio | 11:00 |
| Final      | 17 de maio | 17:30 |

Todos os horários estão no horário local (UTC+1)

## Medalhistas
| Ouro                  | Prata                  | Bronze              |
| Matthieu Rosset (FRA) | Patrick Hausding (GER) | Ilya Zakharov (RUS) |

## Resultados
Esses foram os resultados da competição.
| Pos.              | Saltador            | Nacionalidade | Preliminar | Preliminar | Final  | Final |
| Pos.              | Saltador            | Nacionalidade | Pontos     | Pos.       | Pontos | Pos.  |
| ----------------- | ------------------- | ------------- | ---------- | ---------- | ------ | ----- |
| Medalha de ouro   | Matthieu Rosset     | França        | 457.65     | 3          | 504.00 | 1     |
| Medalha de prata  | Patrick Hausding    | Alemanha      | 465.60     | 2          | 502.75 | 2     |
| Medalha de bronze | Ilya Zakharov       | Rússia        | 404.65     | 6          | 493.80 | 3     |
| 4                 | Evgeny Kuznetsov    | Rússia        | 481.70     | 1          | 492.45 | 4     |
| 5                 | Illya Kvasha        | Ucrânia       | 432.00     | 4          | 486.50 | 5     |
| 6                 | Jack Laugher        | Reino Unido   | 391.65     | 10         | 475.75 | 6     |
| 7                 | Sascha Klein        | Alemanha      | 390.70     | 11         | 439.95 | 7     |
| 8                 | Chris Mears         | Reino Unido   | 399.35     | 8          | 417.45 | 8     |
| 9                 | Javier Illana       | Espanha       | 417.10     | 5          | 412.95 | 9     |
| 10                | Stefanos Paparounas | Grécia        | 382.60     | 12         | 408.55 | 10    |
| 11                | Yorick de Bruijn    | Países Baixos | 404.60     | 7          | 389.10 | 11    |
| 12                | Damien Cely         | França        | 393.50     | 9          | 388.10 | 12    |
| 13                | Tommaso Rinaldi     | Itália        | 377.70     | 13         |        |       |
| 14                | Andrzej Rzeszutek   | Polónia       | 372.55     | 14         |        |       |
| 15                | Oleksiy Pryhorov    | Ucrânia       | 370.00     | 15         |        |       |
| 16                | Constantin Blaha    | Áustria       | 364.60     | 16         |        |       |
| 17                | Ramon de Meijer     | Países Baixos | 353.00     | 17         |        |       |
| 18                | Jesper Tolvers      | Suécia        | 341.80     | 18         |        |       |
| 19                | Espen Valheim       | Noruega       | 337.40     | 19         |        |       |
| 20                | Andrei Pawluk       | Bielorrússia  | 336.35     | 20         |        |       |
| 21                | Youheni Karaliou    | Bielorrússia  | 314.90     | 21         |        |       |
| 22                | Fabian Brandl       | Áustria       | 301.70     | 22         |        |       |
| 23                | Andrea Aloisio      | Suíça         | 291.25     | 23         |        |       |
| 24                | Artur Cislo         | Polónia       | 282.10     | 24         |        |       |
| 25                | Otto Lehtonen       | Finlândia     | 254.75     | 25         |        |       |
| 26                | Tamás Kelemen       | Hungria       | 249.05     | 26         |        |       |
| 27                | Michele Benedetti   | Itália        | 247.55     | 27         |        |       |